# Susan Bertie, Condessa de Kent
Susan Bertie (Lincolnshire, 1554 – após 1596) foi uma nobre inglesa. Ela foi condessa de Kent como esposa de Reginald Grey, 5.º Conde de Kent após sua restauração ao título, graças à intervenção da mãe de Susan, Catarina Willoughby. Após a morte dele, viveu por um tempo na corte até o seu casamento com Sir John Wingfield, com quem se mudou para os Países Baixos. Quando ficou viúva novamente, Susan retornou para a Inglaterra, onde recebeu uma pensão da rainha Isabel I, e tornou-se mecenas das artes e educação.

## Família
Susan era a primogênita de Richard Bertie, proprietário de terras e cortesão, e de Catarina Willoughby, 12.ª Baronesa de Willoughby de Eresby.
Os seus avós paternos eram Thomas Bertie, capitão do Castelo de Hurst e mestre artesão, e Aline Say. Os seus avós maternos eram Guilherme Willoughby, 11.º Barão Willoughby de Eresby e sua segunda esposa, Maria de Salinas, dama de companhia espanhola de Catarina de Aragão, a primeira esposa de Henrique VIII de Inglaterra.
Ela teve apenas um irmão mais novo, Peregrine Bertie, 13.º Barão Willoughby de Eresby, marido de Mary de Vere.
Por parte do primeiro casamento da mãe com Carlos Brandon, 1.º Duque de Suffolk (cuja terceira esposa foi Maria Tudor), teve dois meio-irmãos: Henrique Brandon, 2.º Duque de Suffolk e Charles Brandon, 3.º Duque de Suffolk, ambos os quais morreram jovens.

## Biografia

### Infância
Quando Susan ainda era um bebê, a família protestante deixou a Inglaterra e partiu para Genebra, para escapar a perseguição da nova rainha católica, Maria I. Eventualmente, a família recebeu terras do rei da Polônia, em Samogita (na atual Lituânia). Eles permaneceram no exterior até o ano de 1558, quando a sucessora de Maria, a protestante Isabel I, ascendeu ao trono.
Ao retornar, em 1559, Susan, que tinha 5 anos, Peregrine, e mais dez crianças (nove garotos e uma garota), foram educados no Castelo de Grimshorpe, em Leicestershire, por Miles Coverdale, cercada por uma forte atmosfera puritana. Coverdale tinha traduzido a Bíblia para a língua inglesa.
Durante a juventude da filha, Catarina foi a guardiã de Maria Grey, após o seu casamento secreto com Eduardo Seymour, 1º Conde de Hertford, o qual incorreu na fúria da rainha Isabel. Assim, Susan e Maria se tornaram amigas.
Um registro de roupas compradas para Susan, seus irmãos, e para a casa dos Bertie, em 1561, menciona o seu vertugado, seu vestido neerlandês de cetim de cor carmesim, um gorro ou rede de cabelo dourada, a localização de um broche que ela havia perdido, e um alaúde comprado para ela e para o irmão, Peregrine. Um retrato dos irmãos foi pintado em 1562.

### Primeiro casamento
Em 1570, por volta dos 16 anos, Susan casou-se com Reginald Grey de Wrest, que tinha mais de 29 anos, filho de Henry Grey e Margaret St. John, e neto de Henry Grey, 4.º Conde de Kent. Conhecido na época do casamento como "Mestre Grey", Reginald foi reconhecido como por Isabel I como conde de Kent em 30 de dezembro de 1571, como resultado da campanha da sogra.
No entanto, Susan não permaneceu como condessa por muito tempo, pois logo o marido veio a falecer em 17 de março de 1573, quando a jovem tinha apenas 19 anos. Como sua viúva, ela tinha direito a pelo menos 1/3 de suas propriedades, e foi capaz de reter o seu título de condessa viúva de Kent. Susan também tinha o direito de assinar os seus próprios documentos – o que era muito incomum para uma mulher nessa época – e não precisava de um homem para representá-la no sistema judicial.

### Segundo casamento
Porque o casamento entre Susan e Reginald não gerou descendência, o título passou para o irmão do conde, Henry. Presumivelmente incapaz de continuar a viver na residência agora pertencente ao antigo cunhado, a condessa viúva, provavelmente, foi convidada pela rainha a viver na corte.Isabel costumava zelar pelos interesses de jovens nobres que estavam na mesma situação que Susan.
Em 30 de setembro de 1581, Susan se casou com o capitão do exército, John Wingfield, sobrinho de Bess de Hardwick, amiga da mãe de Susan, o que levou ao desprazer de Isabel. O casal se mudou para os Países Baixos,, onde nasceram os seus dois filhos, Peregrine e Robert. John foi nomeado governador de Gertruydenberg, e Peregrine ajudou a irmã e o cunhado enquanto eles viveram lá, até 1588. John morreu em 1596 durante a Captura de Cádis, na Espanha, baleado no mercado da cidade.
Como havia deixado a esposa viúva e os filhos órfãos sem recursos financeiros para seu sustento, Susan foi obrigada a voltar para o seu país natal, onde recebeu uma pensão vitalícia da rainha no valor de £100.
Assim como a mãe, Susan tornou-se uma mecenas da educação, além de mecenas das artes.
Susan faleceu em data desconhecida, depois do ano de 1596.

## Legado
Susan foi homenageada no poema Salve Deus Rex Judaeorum, de 1611, por Emilia Lanier (ou Aemilia Bassano), como a "filha da Duquesa de Suffolk", tendo sido descrita como "A Senhora da minha juventude / a nobre guia de meus dias desgovernados".
Lanier foi educada sob a direção da condessa de Kent, cujo círculo de amizades protestante e humanista teve uma influência profunda na jovem Emilia. Na época, a prática de enviar os jovens para servirem e serem treinados em famílias aristocráticas era muito difundida.